# Mjesec borbe protiv ovisnosti
Mjesec borbe protiv ovisnosti obilježava se od 15. studenog do 15. prosinca (2012. godine). Ovisnost može biti psihološka (duševna) i fiziološka (tjelesna), a odnosi se na neprilagođeno ponašanje vezano uz uporabu ilegalnih droga (ili drugih psihoaktivnih tvari, npr. alkohola te sedativa), pušenje, kockanje, ovisnost o internetu, a koje dovodi do oštećenja organizma ili subjektivnih problema (problema u obitelji, školi, na poslu, s policijom...).
Svake godine u navedenom razdoblju obilježavanje se provodi s ciljem upozoravanja cjelokupne javnosti na problem zlouporabe svih oblika sredstava ovisnosti, osobito droga te se time nastoji potaknuti sve subjekte u društvu na aktivnu borbu protiv ovisnosti poduzimanjem zajedničkih aktivnosti za uspješno suprotstavljanje ovom ozbiljnom problemu današnjice. Prema rezultatima Europskog istraživanja o pušenju, pijenju alkohola, uporabi droga i rizičnim čimbenicima među učenicima, hrvatski su učenici daleko iznad prosjeka u konzumiranju alkohola i pušenju cigareta.

## Nacionalna strategija suzbijanja zlouporabe droga u Republici Hrvatskoj
Nacionalna strategija suzbijanja zlouporabe droga u Republici Hrvatskoj u razdoblju od 2012. do 2017. godine 
Hrvatski Sabor je 26. listopada 2012. godine donio Nacionalnu strategiju suzbijanja zlouporabe droga u RH u razdoblju od 2012. do 2017. godine (NN 122/2012) – glavni strateški dokument u području problematike droga. Nacionalna strategija donosi se sukladno praksi EU. To je dokument koji predstavlja okvir za djelovanje svih državnih institucija i organizacija civilnog društva na suzbijanju zlouporabe droga, prevenciji ovisnosti te pružanju pomoći ovisnicima o drogama, povremenim konzumentima droga, ali i pružanju pomoći obiteljima i društvu u cjelini na prevladavanju teškoća vezanih za zlouporabu droga. Cilj Nacionalne strategije je zaštita života i zdravlja djece i mladeži te društva u cjelini, sadrži strateške ciljeve, prioritete i mjere kojima se u stvari osigurava odgovornost za provedbu sveukupne nacionalne politike borbe protiv droga. Naglasak je na omogućavanju uspostave multidisciplinarnog, uravnoteženog i integriranog pristupa suzbijanju zlouporabe droga na nacionalnoj i lokalnoj te međunarodnoj razini s ciljem da se stanje raširenosti zlouporabe droga zadrži u okvirima tzv. društveno prihvatljivog rizika. 

## Zdrav za 5
Zdrav za pet je naziv projekta prevencije ovisnosti i zlouporabe droga, alkohola i igara na sreću te očuvanja i zaštite okoliša, kojemu je cilj educirati učenike osmih razreda osnovne te prvih i drugih razreda srednje škole o zdravom načinu života. Sporazum o suradnji u provedbi tog preventivnog programa, koji će se provoditi na nacionalnoj razini tijekom školske godine 2012/2013., potpisali su ministri unutarnjih poslova, zaštite okoliša i prirode te zdravlja. U sklopu Projekta, u školama će biti organizirano niz predavanja, interaktivnih i eko radionica, a u njima će sudjelovati policijski službenici, liječnici i psiholozi županijskih zavoda za javno zdravstvo, predstavnici Ministarstva zaštite okoliša i prirode na županijskim razinama, organizacije civilnog društva, mediji i drugi. S edukacijom će se započeti u mjesecu studenom, koji ujedno označava mjesec borbe protiv ovisnosti.

## Koje su osobine ovisnosti?
- 1. Gubitak kontrole - osoba ne može ne uzeti psihoaktivnu tvar - naprosto je "prisiljena" na uzimanje. - Drogu uzima u većoj količini ili duže vrijeme, nego što je prvobitno namjeravala. - Željela bi smanjiti ili bar kontrolirati upotrebu droge, ali joj to ne uspijeva.
- 2. Želja  - osoba svakodnevno osjeća potrebu za uzimanjem droge. - Ako ne uzme drogu osjeća se nervozno, razdražljivo, napeto, ukratko-loše. - Veliki dio vremena provodi u nabavljanju droge (npr. odlazi u susjedni grad da bi je nabavila), upotrebu droge (npr. injiciranje heroina ) ili oporavak od njenih učinaka.
- 3. Negiranje problema i promijenjeno shvaćanje stvarnosti - osoba je, pod pritiskom intenzivne želje za drogom, "slijepa" za sve moguće rizike i posljedice - Nastavlja uzimati drogu čak i kada se pojavi fizički i/ili psihički problem za koji zna da je najvjerojatnije izazvan ili pogoršan njenom uporabom (primjerice, uzimanje kokaina usprkos saznanju o njime izazvanoj depresiji, nastavljanje s pićem usprkos spoznaji da je alkohol doveo do pogoršanja stanja vrijeda na želucu, uzimanje droge unatoč problemima s policijom ). Ovisnik je osoba koja uzima drogu unatoč tome što zna da joj to donosi probleme i ne može se suzdržati. - Zbog uporabe droge prekidaju se ili reduciraju važne društvene, poslovne ili rekreacijske aktivnosti - obitelj, prijatelji, posao, hobiji.